# Costas Lapavitsas
Konstantinos Lapavitsas, més conegut com a Costas Lapavitsas (grec: Kώστας Λαπαβίτσας), (Tessalònica, 20 de gener de 1961) és un economista, polític i professor universitari grec. Imparteix classes d'economia a l'Escola d'Estudis Orientals i Africans de la Universitat de Londres i exercí de diputat del Parlament Hel·lènic entre el gener i el setembre de 2015, primer per la Coalició de l'Esquerra Radical (Syriza) i, a partir d'agost, per Unitat Popular.

## Trajectòria
L'any 1982 va obtenir un màster a la London School of Economics, seguit per un doctorat l'any 1986 al Birkbeck College de la Universitat de Londres. Des del 1999 imparteix classes d'economia a l'Escola d'Estudis Orientals i Africans, primer com a conferenciant i des del 2008 com a professor.
Lapavitsas és conegut per les seves crítiques al sistema financer occidental modern, particularment a la crisi del deute governamental grec, la crisi del deute europea i la Unió Europea. També és columnista del diari britànic The Guardian. El 2007 va fundar Research on Money and Finance (RMF), una xarxa internacional d'economistes polítics centrada en el diner, les finances i l'evolució del capitalisme contemporani.
Des del 2011, Lapavitsas, així com alguns altres economistes grecs, defensaren postures altament euroescèptiques, mostrant-se partidari que Grècia abandonés l'euro i tornés al dracma, la seva antiga moneda nacional, com a resposta a la crisi del deute del govern grec. El 2 de març de 2015 va escriure a The Guardian que alliberar els grecs de l'austeritat i evitar, alhora, una caiguda important amb la zona euro és una tasca impossible per al nou govern grec.
A les eleccions de gener de 2015 va ser elegit diputat del Parlament Hel·lènic per la Coalició de l'Esquerra Radical (Syriza). Posteriorment va passar al partit Unitat Popular l'agost de 2015 i a les eleccions de setembre el partit no va treure cap càrrec electe.
El juliol de 2015 va donar suport a la campanya de Jeremy Corbyn a les eleccions al lideratge del Partit Laborista, dient: «Si triomfa - i espero que ho faci - és exactament amb qui ho podria fer Gran Bretanya, amb qui ho podria fer el Partit Laborista. Crec que seria una actuació molt important per a la resta d'Europa i per a Grècia. Donaria un impuls al tipus de pensament que seria necessari a la resta d'Europa que ara mateix tan tristament falta. Seria la millor cosa que sortiria de la Gran Bretanya per a Europa en molt de temps».

## Obres

### Llibres
- L'esquerra contra la Unió Europea (Tigre de paper, 2020) ISBN 978-84-16855-58-2[8]
- Λέξη προς λέξη: Κείμενα για την ελληνική κρίση, 2010-2013 ("Lexē pros lexē: keimena gia tēn ellēnikē krisē, 2010-2013") (Topos Press, 2014). ISBN 978-96-04990-96-2[9]
- Profiting Without Producing: How Finance Exploits Us All (Verso, 2013) ISBN 978-17-81681-41-1[10]
- Financialisation in Crisis (com a editor) (Brill, 2012) ISBN 978-90-04-20107-1[11]
- Crisis in the Eurozone (Verso, 2012) ISBN 978-18-44679-69-0[12]
- El capitalismo financiarizado: Expansión y crisis (Maia, 2009) ISBN 978-84-93664-18-3[13]
- Beyond Market-Driven Development (Routledge, 2004) ISBN 978-04-15646-06-2[14]
- Social Foundations of Markets, Money and Credit (Routledge, 2003) ISBN 978-11-38810-80-8[15]
- Political Economy of Money and Finance (amb Makoto Ito) (Macmillan, 1998) ISBN 978-03-33665-22-0[16]

### Col·laboracions
- «La sobirania popular i nacional a Catalunya i a Europa» a El mon ens mira: Veus desobedients sobre l'autodeterminació i l'emancipació de Catalunya (Pol·len, 2019) ISBN 978-84-16828-60-9[17]